# Poustka
Poustka (deutsch Oed) ist eine Gemeinde im Karlovarský kraj in Tschechien.

## Geographie

### Geographische Lage
Poustka liegt acht Kilometer nordwestlich des Stadtzentrums von Cheb und gehört zum Okres Cheb. Die Ortslage befindet sich im Egerbecken auf einer Anhöhe zwischen den Tälern der Bäche Stodolský potok und Slatinný potok. Südwestlich liegt die Burg Seeberg. Nördlich führt die Staatsstraße 64 von Františkovy Lázně nach Hazlov vorbei. Südöstlich liegt der Berg Komorní hůrka, ein erloschener Vulkan.

### Gemeindegliederung
Die Gemeinde Poustka besteht aus den Ortsteilen Ostroh (Seeberg) und Poustka (Oed), die zugleich auch Katastralbezirke bilden. Außerdem gehört zu Poustka die Ansiedlung Drahov (Trogau).

### Nachbarorte
| Hazlov (Haslau)    |                                             | Vojtanov (Voitersreuth)         |
|                    | Kompassrose, die auf Nachbargemeinden zeigt |                                 |
| Libá (Liebenstein) |                                             | Františkovy Lázně (Franzensbad) |

Direkte Nachbarorte sind Zelený Háj und Mýtinka  im Norden, Seníky und Antonínova Výšina  im Osten, Horní Lomany, Dolní Lomany und Františkovy Lázně im Südosten, Krapice und Lužná im Süden, Ostroh und Drahov im Südwesten, Táborská im Westen sowie Hazlov im Nordwesten.

## Geschichte
Die erste urkundliche Erwähnung des Ortes erfolgte im Jahre 1275, als Herold, ehemaliger Vertreter der Kirchenbehörde in Tirschenreuth, seinen Hof an das Kloster Waldsassen verkaufte und als Zeuge der Bürger von Eger Arnold von Od (Arnoldus de Hoda), 1279, 1281, 1287 auch Arnold de Od, de Ode, de Oden, erscheint. 1289 schenkte er mehrere Orte am Teichelberg zwischen Mitterteich und Marktredwitz dem Kloster Waldsassen. 1322 war Ode unter den verpfändeten Orten des Egerlandes.
1445 wurde Oedt als Herrensitz und Gut der Paulsdorf genannt, die es als Afterlehen weiterverliehen. 1496 belehnte Erasmus Paulsdorffer den Hans Neubauer und Leonhard Nebel mit einem Drittel seines Gutes Oed. 1526 war Oed mit dem Gute Höflas unter der Verwaltung der Wirsberg (Adelsgeschlecht), nachher der Reitzenstein, die es 1712 an die Stadt Eger verkauften. Die Höfe 3, 6, 11. 12, 13, 15 waren dem Klarissenkloster Cheb, Nr. 27 den Kreuzherren mit dem Roten Stern und der St. Bartholomäuskirche in Eger und der Rest dem Magistrat der Stadt Eger in Erbuntertänigkeit zu Dienstleistungen verpflichtet. Die Reitzenstein saßen zu dieser Zeit auf Schloss Wildstein und das Schloss in Oed verfiel. Die Flurnamen Schloßfeld und Schloßgarten lassen vermuten, wo es stand. 1560 bis 1629 war Oedt evangelisch-lutherischen Glaubens und Schüler erhielten in den Pfarrschulen von Oberlohma und Haslau Unterricht, der mit Einsetzen der Gegenreformation wieder eingestellt wurde. Von 1796 bis 1945 wurde der Unterricht in der Schule in Seeberg erteilt. Außer der bäuerlichen Bevölkerung lebten in Oedt auch Heimarbeiter, Fabrikarbeiter, die in Haslau tätig waren und Saison- oder Wanderarbeiter, die in Franzensbad Arbeit fanden.
Als 1793 „Kaiser Franzensbrunn“, das spätere Franzensbad entstand, wurden für die Kurhäuser die in Oed reichlich fließenden Quellen gefasst und 1794 eine Wasserleitung aus Holzrohren nach Franzensbrunn gebaut. In der Folgezeit entstanden Straßenverbindungen zu den Nachbarorten.
Nach der Ablösung der Grundherrschaften gehörte der Ort Oedt ab 1851 zur umfangreichen Gemeinde Oberlohma. Nach Gründung der Tschechoslowakei wurden 1922 drei Gemeinden daraus gebildet. 1. Oberlohma mit Hoihaus und Stöckermühle, 2. Kropitz mit Kammerdorf, Sichdichfür, Höflasgut und Tannenberg, 3. Oedt mit Rossenreuth und Antonienhöhe.
Nach dem Münchner Abkommen wurde der Ort dem Deutschen Reich zugeschlagen und gehörte bis 1945 zum Landkreis Eger.
Die nach dem Zweiten Weltkrieg im Mai 1945 vertriebenen deutschen Bewohner siedelten sich überwiegend in Bayern an.
In den 1970er Jahren erfolgte die Eingemeindung nach Františkovy Lázně. Seit dem 1. Januar 1992 bildet Poustka eine eigene Gemeinde.

## Einwohnerentwicklung
| Jahr | Einwohnerzahl |
| ---- | ------------- |
| 1869 | 183           |
| 1880 | 243           |
| 1890 | 207           |
| 1900 | 175           |
| 1910 | 195           |

| Jahr   | Einwohnerzahl |
| ------ | ------------- |
| 1921   | 144           |
| 1930   | 152           |
| 1950   | 55            |
| 1961 1 | 115           |
| 1970 1 | 109           |

| Jahr   | Einwohnerzahl |
| ------ | ------------- |
| 1980 1 | 114           |
| 1991 1 | 99            |
| 2001 1 | 117           |
| 2011 1 | 153           |

## Kultur und Sehenswürdigkeiten

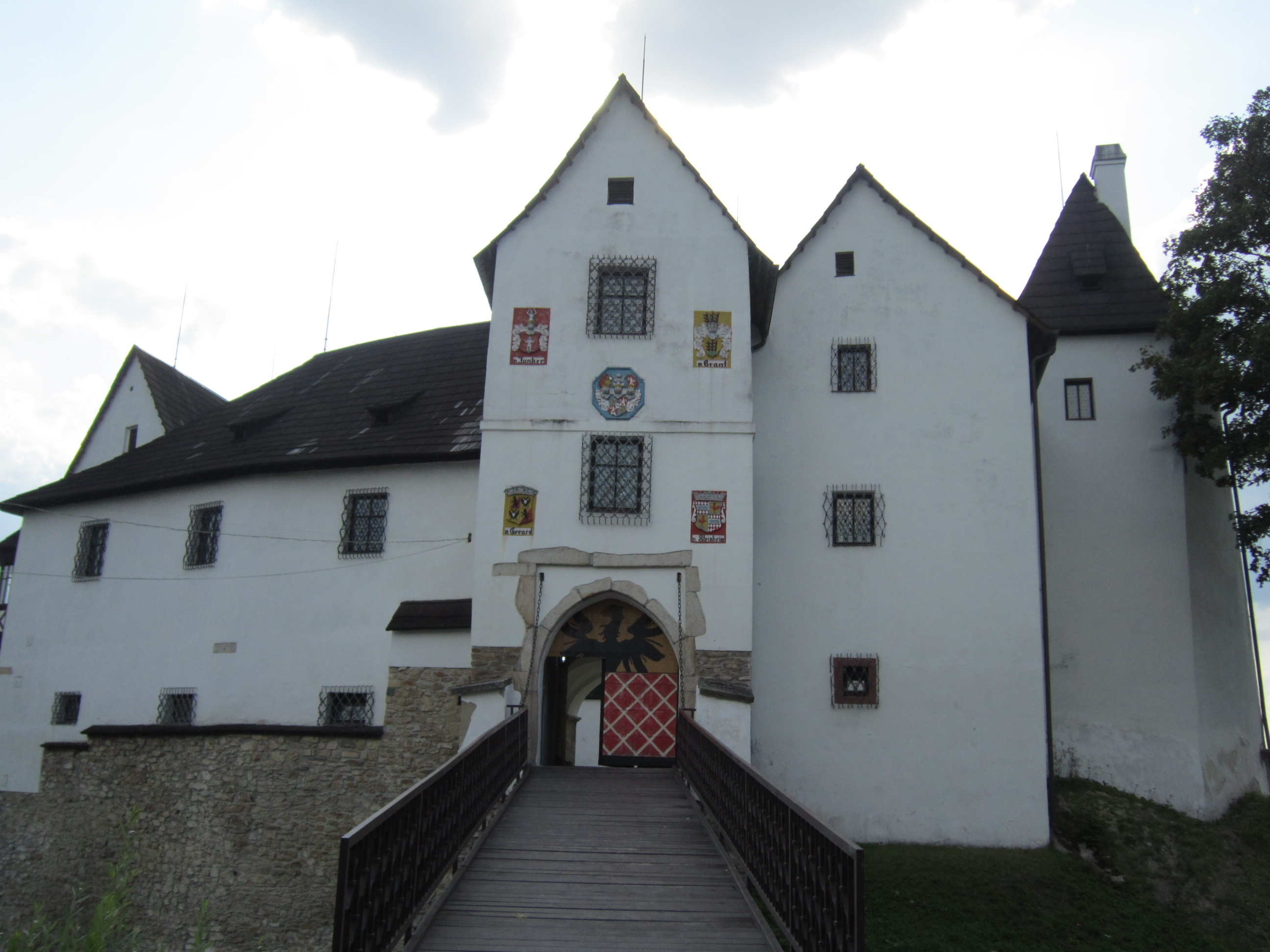
Burg Seeberg

### Theater und Museen
- Theater unter freiem Himmel (Burg Seeberg)
- Burgmuseum

### Bauwerke
- Burg Seeberg, erbaut zum Ende des 12. Jahrhunderts
- Kirche St. Wolfgang in Ostroh; das ursprünglich gotische Bauwerk aus dem 15. Jahrhundert wurde im 18. Jahrhundert barock umgestaltet. Sie war im 16. und 17. Jahrhundert die Grablege der Besitzer der Burg Seeberg.

### Regelmäßige Veranstaltungen
- Historischer Jahrmarkt auf der Burg
- Im September findet das jährlich Weinfest auf der Burg statt